# Лютеранський провулок
Лютеранський провулок — вулиця Одеси, в історичному центрі міста, від вулиці Новосельського до Старопортофранківської.

## Історія
Назву отримав по лютеранській кірсі , яка знаходиться в самому початку провулка. У 1927 році провулок був перейменований на честь діячки міжнародного комуністичного руху Клари Цеткін (1857-1933), а в 1995 році йому повернули колишню назву - Лютеранський .

## В літературі
Назва провулка зустрічається в повісті О. І. Купріна «Гранатовий браслет», події якої відбуваються в Одесі.